# 前1480年代
| 千纪： | 前2千纪 |
| 世纪： | 前16世纪 \| 前15世纪 \| 前14世纪                                                                                     |
| 年代： | 前1510年代 \| 前1500年代 \| 前1490年代 \| 前1480年代 \| 前1470年代 \| 前1460年代 \| 前1450年代                       |
| 年份： | 前1489年 \| 前1488年 \| 前1487年 \| 前1486年 \| 前1485年 \| 前1484年 \| 前1483年 \| 前1482年 \| 前1481年 \| 前1480年 |

## 重要事件及趋势
- 前1487年，杜卡利翁和皮拉的儿子雅典国王安菲克堤翁统治十年後去世，厄里克托尼俄斯即位。
- 前1481年8月27日，月食沙罗周期43开始。

## 重要人物
- 图特摩斯二世，古埃及第十八王朝法老
- 汉提里一世，赫梯国王
- 普祖尔亚述三世，亚述国王
- 安菲克堤翁、厄里克托尼俄斯，雅典国王
- 太戊，商朝君主